# Cricklewood

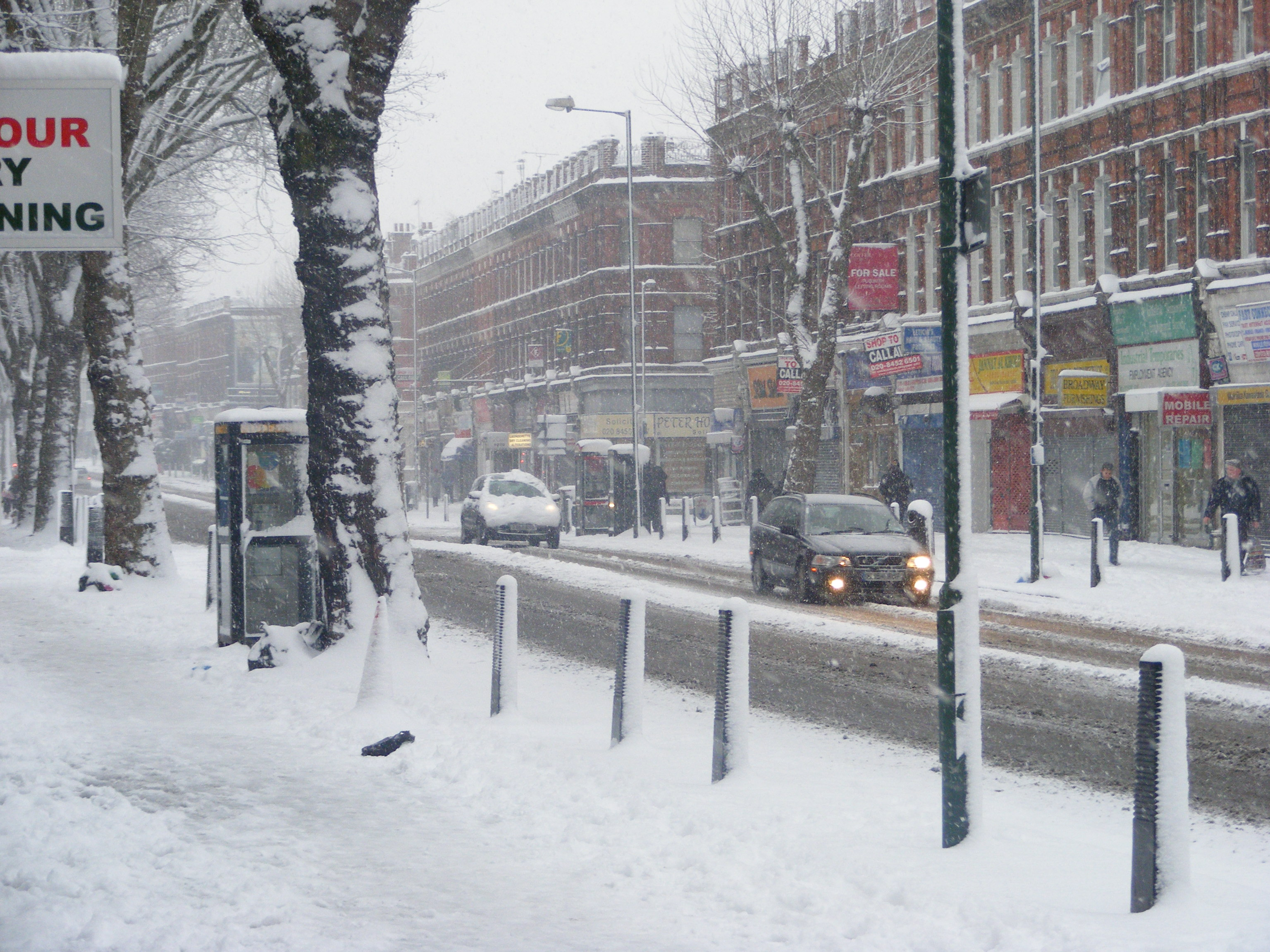
Đường phố Cricklewood trong tuyết, tháng 2 năm 2009

Cricklewood là một quận nằm ở Bắc Luân Đôn, Anh, có một phần phía đông bắc thuộc Khu Barnet của Luân Đôn, phần phía tây thuộc Khu Brent của Luân Đôn và phần phía đông nam thuộc Khu Camden của Luân Đôn.